# خرم أباد (مشكين شهر)
خرم أباد هي قرية في مقاطعة مشكين شهر، إيران. عدد سكان هذه القرية هو 681 في سنة 2006.